# Campeonato Brasileiro de Futebol de 1988 - Série C
A Série C do Campeonato Brasileiro de Futebol de 1988, originalmente denominada Divisão de Acesso, foi a segunda edição da competição equivalente à terceira divisão do futebol do Brasil, disputada por 43 times divididos em 12 grupos na primeira fase, classificando as equipes gradativamente até a final.
Inicialmente, a intenção da CBF era montar uma competição com 63 clubes, porém as equipes não se interessaram em participar, temendo o fracasso do torneio. Às vésperas da rodada de abertura, América-SP, Comercial de Viçosa e Serrano-BA também anunciaram a desistência da Divisão de Acesso. Assim, suas partidas foram desmarcadas e a edição contou com 43 participantes.
Na grande final, União São João e Esportivo de Passos empataram os dois jogos: 1–1 na partida de ida, em Passos, e 2–2 no segundo confronto, em Araras. Ao término do jogo da volta, não havia certeza sobre o campeão, uma vez que o regulamento não previa a disputa de prorrogação ou pênaltis, mas também não especificava um critério de desempate nessa situação. A oficialização do título só foi proclamada posteriormente pela CBF, tornando o União São João o campeão por conta da melhor campanha na classificação geral do torneio.

## Regulamento
Na primeira fase da competição, os 43 participantes foram divididos em 12 grupos: dez chaves com quatro clubes, enquanto outros dois grupos contaram com apenas três equipes. As equipes jogaram em partidas de ida e volta, classificando os dois melhores de cada grupo para a fase seguinte.
Os 24 classificados à segunda fase foram mais uma vez divididos em grupos, novamente com jogos de ida e volta internamente, se classificando apenas o primeiro colocado de cada um. Na terceira fase, os seis times restantes foram divididos em dois triangulares semifinais, nos quais o primeiro lugar de cada chave se classificou para a grande final.
Originalmente, somente os dois primeiros colocados da Série C de 1988 seriam promovidos para a disputa da Série B de 1989. Entretanto, como não houve edição da Série C na temporada seguinte, a CBF decidiu inchar a Série B com 96 clubes, promovendo diversos clubes que jogaram a terceira divisão de 1988.
Sistema de pontuação
Esta edição teve um diferencial no sistema de pontuação: a vitória nos 90 minutos valia 3 pontos; em caso de empate, todo jogo tinha uma disputa por pênaltis, na qual o vencedor ganhava 2 pontos e o perdedor levava 1 ponto; a derrota no tempo normal não pontuava.

## Equipes participantes
| Equipe                 | Cidade                | Estádio                   | UF                  |
| ---------------------- | --------------------- | ------------------------- | ------------------- |
| A.A. Cabofriense       | Cabo Frio             | Correão                   | Rio de Janeiro      |
| ABC                    | Natal                 | Frasqueirão               | Rio Grande do Norte |
| Alecrim                | Natal                 | Barrettão                 | Rio Grande do Norte |
| América-RN             | Natal                 | Machadão                  | Rio Grande do Norte |
| América-SJRP           | São José do Rio Preto | Teixeirão                 | São Paulo           |
| Anápolis               | Anápolis              | Jonas Duarte              | Goiás               |
| Atlético de Alagoinhas | Alagoinhas            | Carneirão                 | Bahia               |
| Auto Esporte           | João Pessoa           | Evandro Lélis             | Paraíba             |
| Blumenau               | Blumenau              | Aderbal Ramos da Silva    | Santa Catarina      |
| Botafogo-PB            | João Pessoa           | Almeidão                  | Paraíba             |
| Brusque                | Brusque               | Augusto Bauer             | Santa Catarina      |
| Campinense             | Campina Grande        | Amigão                    | Paraíba             |
| Capelense              | Capela                | Estádio Moraes Moreira    | Alagoas             |
| Colorado               | Curitiba              | Vila Capanema             | Paraná              |
| Comercial-AL           | Viçosa                | Vilelão                   | Alagoas             |
| Comercial-MS           | Campo Grande          | Morenão                   | Mato Grosso do Sul  |
| Confiança              | Aracaju               | Sabino Ribeiro            | Sergipe             |
| Desportiva Ferroviária | Cariacica             | Engenheiro Araripe        | Espírito Santo      |
| Douradense             | Dourados              | Douradão                  | Mato Grosso do Sul  |
| Esportivo-RS           | Bento Gonçalves       | Montanha dos Vinhedos     | Rio Grande do Sul   |
| Esportivo-MG           | Passos                | Starling Soares           | Minas Gerais        |
| Fabril                 | Lavras                | Juventino Dias            | Minas Gerais        |
| Ferroviária            | Araraquara            | Arena Fonte Luminosa      | São Paulo           |
| Ferroviário-CE         | Fortaleza             | Elzir Cabral              | Ceará               |
| Figueirense            | Florianópolis         | Orlando Scarpelli         | Santa Catarina      |
| Guarany de Cruz Alta   | Cruz Alta             | Taba Índia                | Rio Grande do Sul   |
| Iguaçu                 | União da Vitória      | Antiocho Pereira          | Paraná              |
| Inter de Santa Maria   | Santa Maria           | Presidente Vargas         | Rio Grande do Sul   |
| Lagarto E.C.           | Lagarto               | Barretão                  | Sergipe             |
| Marcílio Dias          | Itajaí                | Doutor Hercílio Luz       | Santa Catarina      |
| Mixto                  | Cuiabá                | Dutrinha                  | Mato Grosso         |
| Mogi Mirim             | Mogi Mirim            | Vail Chaves               | São Paulo           |
| Novorizontino          | Novo Horizonte        | Jorge Ismael de Biasi     | São Paulo           |
| Paulistano-PE          | Paulista              | Ademir Cunha              | Pernambuco          |
| Porto Alegre           | Itaperuna             | Jairzão                   | Rio de Janeiro      |
| Santo André            | Santo André           | Bruno José Daniel         | São Paulo           |
| Serrano-BA             | Vitória da Conquista  | Lomantão                  | Bahia               |
| Sergipe                | Aracaju               | João Hora                 | Sergipe             |
| Taguatinga             | Taguatinga            | Serejão                   | Distrito Federal    |
| Tiradentes-DF          | Ceilândia             | Abadião                   | Distrito Federal    |
| Tupi                   | Juiz de Fora          | Municipal de Juiz de Fora | Minas Gerais        |
| Ubiratan               | Dourados              | Douradão                  | Mato Grosso do Sul  |
| União São João         | Araras                | Hermínio Ometto           | São Paulo           |
| Volta Redonda          | Volta Redonda         | Raulino de Oliveira       | Rio de Janeiro      |
| XV de Jaú              | Jaú                   | Zezinho Magalhães         | São Paulo           |
| XV de Piracicaba       | Piracicaba            | Barão da Serra Negra      | São Paulo           |

## Classificação final
| Tabela de classificação | Tabela de classificação | Tabela de classificação | Tabela de classificação | Tabela de classificação | Tabela de classificação | Tabela de classificação | Tabela de classificação | Tabela de classificação | Tabela de classificação |
| C.                      | Time                    | Pts                     | J                       | V                       | E                       | D                       | GP                      | GC                      | SG                      |
| ----------------------- | ----------------------- | ----------------------- | ----------------------- | ----------------------- | ----------------------- | ----------------------- | ----------------------- | ----------------------- | ----------------------- |
| 1                       | União São João          | 33                      | 18                      | 10                      | 2                       | 6                       | 23                      | 13                      | +10                     |
| 2                       | Esportivo de Passos     | 31                      | 18                      | 9                       | 2                       | 7                       | 24                      | 11                      | +13                     |
| 3                       | Botafogo-PB             | 34                      | 16                      | 11                      | 0                       | 4                       | 23                      | 16                      | +7                      |
| 4                       | Marcílio Dias           | 32                      | 16                      | 12                      | 0                       | 4                       | 19                      | 14                      | +5                      |
| 5                       | Tiradentes-DF           | 32                      | 16                      | 11                      | 0                       | 5                       | 24                      | 16                      | +8                      |
| 6                       | Lagarto EC              | 21                      | 12                      | 8                       | 0                       | 4                       | 10                      | 13                      | -3                      |
| 7                       | ABC                     | 23                      | 12                      | 8                       | 0                       | 4                       | 14                      | 13                      | +1                      |
| 8                       | Santo André             | 23                      | 12                      | 7                       | 0                       | 5                       | 14                      | 7                       | +7                      |
| 9                       | Blumenau                | 22                      | 12                      | 8                       | 0                       | 4                       | 16                      | 11                      | +5                      |
| 10                      | Volta Redonda           | 22                      | 12                      | 8                       | 0                       | 4                       | 12                      | 11                      | +1                      |
| 11                      | Porto Alegre            | 20                      | 12                      | 8                       | 0                       | 4                       | 13                      | 13                      | 0                       |
| 12                      | Anápolis                | 19                      | 12                      | 7                       | 0                       | 5                       | 11                      | 11                      | 0                       |
| 13                      | Campinense              | 19                      | 12                      | 6                       | 0                       | 6                       | 21                      | 16                      | +5                      |
| 14                      | Ferroviária             | 17                      | 10                      | 6                       | 0                       | 4                       | 9                       | 7                       | +2                      |
| 15                      | Desportiva Ferroviária  | 17                      | 12                      | 6                       | 0                       | 6                       | 14                      | 15                      | -1                      |
| 16                      | Figueirense             | 17                      | 12                      | 6                       | 0                       | 6                       | 9                       | 11                      | -2                      |
| 17                      | Brusque                 | 16                      | 12                      | 5                       | 0                       | 7                       | 8                       | 11                      | -3                      |
| 18                      | Paulistano              | 14                      | 12                      | 7                       | 0                       | 5                       | 16                      | 15                      | +1                      |
| 19                      | Novorizontino           | 14                      | 10                      | 5                       | 0                       | 5                       | 8                       | 8                       | 0                       |
| 20                      | Comercial-MS            | 14                      | 10                      | 5                       | 0                       | 5                       | 6                       | 8                       | -2                      |
| 21                      | Sergipe                 | 14                      | 10                      | 4                       | 0                       | 6                       | 12                      | 9                       | +3                      |
| 22                      | Ubiratan                | 14                      | 10                      | 4                       | 0                       | 6                       | 9                       | 9                       | 0                       |
| 23                      | Confiança               | 13                      | 10                      | 5                       | 0                       | 5                       | 8                       | 11                      | -3                      |
| 24                      | Atlético de Alagoinhas  | 12                      | 8                       | 3                       | 0                       | 5                       | 7                       | 6                       | +1                      |
| 25                      | Esportivo               | 9                       | 6                       | 3                       | 0                       | 3                       | 6                       | 8                       | -2                      |
| 26                      | Tupi                    | 9                       | 6                       | 3                       | 0                       | 3                       | 7                       | 9                       | -2                      |
| 27                      | Iguaçu                  | 8                       | 6                       | 3                       | 0                       | 3                       | 8                       | 8                       | 0                       |
| 28                      | Auto Esporte-PB         | 8                       | 6                       | 3                       | 0                       | 3                       | 5                       | 9                       | -4                      |
| 29                      | XV de Piracicaba        | 8                       | 6                       | 2                       | 0                       | 4                       | 5                       | 4                       | +1                      |
| 30                      | Fabril                  | 7                       | 6                       | 2                       | 0                       | 4                       | 5                       | 7                       | -2                      |
| 31                      | Mogi Mirim              | 7                       | 6                       | 3                       | 0                       | 3                       | 4                       | 7                       | -3                      |
| 32                      | Ferroviário             | 6                       | 6                       | 2                       | 0                       | 4                       | 6                       | 9                       | -3                      |
| 33                      | Taguatinga              | 6                       | 6                       | 2                       | 0                       | 4                       | 3                       | 5                       | -2                      |
| 34                      | Mixto                   | 6                       | 6                       | 2                       | 0                       | 4                       | 4                       | 8                       | -4                      |
| 35                      | Inter de Santa Maria    | 6                       | 6                       | 1                       | 0                       | 5                       | 4                       | 4                       | 0                       |
| 36                      | América de Natal        | 5                       | 6                       | 2                       | 0                       | 4                       | 7                       | 10                      | -3                      |
| 37                      | AA Cabofriense          | 5                       | 6                       | 1                       | 0                       | 5                       | 4                       | 6                       | -2                      |
| 38                      | Alecrim                 | 5                       | 6                       | 1                       | 0                       | 5                       | 2                       | 4                       | -2                      |
| 39                      | Douradense              | 4                       | 4                       | 1                       | 0                       | 3                       | 3                       | 6                       | -3                      |
| 40                      | XV de Jaú               | 4                       | 4                       | 1                       | 0                       | 3                       | 4                       | 5                       | -1                      |
| 41                      | Capelense               | 4                       | 4                       | 1                       | 0                       | 3                       | 1                       | 4                       | -3                      |
| 42                      | Colorado                | 3                       | 6                       | 1                       | 0                       | 5                       | 4                       | 11                      | -7                      |
| 43                      | Guarany de Cruz Alta    | 1                       | 6                       | 0                       | 0                       | 6                       | 5                       | 14                      | -9                      |

| PG – Pontos ganhos; J – Jogos disputados; V - Vitórias; E - Empates; D - Derrotas; GP – Gols pró; GC – Gols contra; SG – Saldo de gols |

Classificação
|  |                             |
|  | Campeão                     |
|  | Vice-campeão                |
|  | Eliminados na Terceira Fase |
|  | Eliminados na Segunda Fase  |
|  | Eliminados na Primeira Fase |

## Premiação
| Campeonato Brasileiro 1988 Série C               |
| São Paulo                                        |
| ------------------------------------------------ |
| União São João Esporte Clube Campeão (1º título) |